# Ischnolea modesta
Ischnolea modesta là một loài bọ cánh cứng trong họ Cerambycidae.